# Fred Sackmann
Fred Sackmann (* 29. September 1927 in Freiburg im Breisgau; † 6. Januar 2008 in Bühl) war ein deutscher Fernsehmoderator, Autor, Fernsehkoch und Apotheker.
Mitte der 1960er-Jahre wurde Sackmann von Regisseur Dieter Pröttel entdeckt. Zunächst moderierte der Badener die TV-Show Talentschuppen und berichtete für Südwest 3 von der Mainzer Fastnacht.
1969 entwickelte Fred Sackmann die Spielshow Punkt, Punkt, Komma, Strich, die er bis 1971 moderierte. Nach einigen konzeptionellen Änderungen ging die Sendung 1972 unter dem Titel Die Montagsmaler mit Frank Elstner im  Abendprogramm der ARD auf Sendung. 1975 bis 1976 moderierte Sackmann für das dritte Programm des Südwestfunks das Ratespiel Typ-Tip und 1981 bis 1983 das TV-Psychologiespiel Mensch Meier.
Daneben war der promovierte Pharmazeut Gründer des Mittelbadischen Wasserlabors.